# أدرينالون
أدرينالون (بالإنجليزية: Adrenalone)‏ هو ناهض أَدْرينِيَّ [الإنجليزية] يُستخدم مضيق أوعية موضعيًّا ومُرقئًّا. سابقًا، استخدم أدرينالون لإطالة أثر التخدير الموضعي. وهو شكل كيتوني للإبينيفرين (الأدرينالين).